# Ołeksandr Symonenko
Ołeksandr Serhijowycz Symonenko (ukr. Олександр Сергійович Симоненко, ur. 14 lutego 1974 w Kirowohradzie) – ukraiński kolarz torowy, wicemistrz olimpijski oraz pięciokrotny medalista mistrzostw świata.

## Kariera
Pierwszy sukces w karierze Ołeksandr Symonenko osiągnął w 1992 roku, kiedy został wicemistrzem świata juniorów zarówno w drużynowym jak i indywidualnym wyścigu na dochodzenie. Już trzy lata później, podczas mistrzostw świata w Bogocie wspólnie z Serhijem Matwiejewem, Bohdanem Bondariewem i Dimitrijem Tołstenkowem wywalczył drużynowo srebrny medal w kategorii elite. W tej konkurencji zajął także siódme miejsce na igrzyskach olimpijskich w Atlancie w 1996 roku, a na mistrzostwach świata w Perth razem z Matwiejewem, Ołeksandrem Fedenko i Ołeksandrem Kłymenko zdobył kolejny srebrny medal. Na rozgrywanych w 1998 roku mistrzostwach świata w Bordeaux Ukraińcy w składzie: Symonenko, Matwiejew, Fedenko i Rusłan Pithornij byli najlepsi. Na igrzyskach olimpijskich w Sydney w 2000 roku Symonenko z pomocą Fedenki, Matwiejewa i Serhija Czerniawśkiego zdobył srebrny medal olimpijski, a rok później reprezentanci Ukrainy w tym składzie zwyciężyli na mistrzostwach świata w Antwerpii. W 2001 roku Ołeksandr okazał się także najlepszy w rywalizacji indywidualnej, bezpośrednio wyprzedzając dwóch Niemców Jensa Lehmanna i Stefana Steinwega.